# Gotcha (entreprise)
Gotcha est une marque américaine de vêtements de sports de glisse de type surfwear, fondée en 1978 par l'ancien surfeur professionnel sud-africain Michael  Tomson et par l'américain Joel Cooper à Laguna Beach (Californie), aux États-Unis. Elle avait pour but de concurrencer les marques australiennes (Quiksilver, Rip Curl, Billabong) ainsi que ses compatriotes américains (O'Neill, Town & Country (T&C)), déjà présents sur le secteur du surf.
Avec cette entreprise, l'entrepreneur sud-africain réussit à créer un univers unique et des produits novateurs notamment concernant les vêtements. Le surf était alors une question de rébellion. À ses débuts, Gotcha a l'image d'une marque "sexe, drogue et rock'n roll".
L'entreprise est la première à introduire le denim et les vestes sur le marché du surf. Elle révolutionne l'industrie du surf en abandonnant les campagnes publicitaires stéréotypées pour des publicités plus créatives.
Pionnière de la culture surf telle que nous la connaissons aujourd'hui, Gotcha réussit à repérer et accompagner plusieurs champions du monde comme Martin Potter en 1989 ou Dereck Ho en 1993, mais aussi des mecs comme Rob Machado. En 1997, les deux amis décident de vendre l'entreprise.
En 2000, Quiksilver achète la licence pour l’Europe de la marque, concurrente de l'époque. Gotcha s’est imposée dès sa création comme une marque aux partis pris audacieux en termes de produits et communication. Particulièrement attachée à faire vivre une certaine vision du surf puriste, l’authenticité de Gotcha fut une raison essentielle de son acquisition par Quiksilver.
Aujourd'hui la marque appartient au groupe américain Perry Ellis International.